# Felde
Felde ist eine Gemeinde im Naturpark Westensee im Kreis Rendsburg-Eckernförde in Schleswig-Holstein und ist der einzige ländliche Zentralort im Amt Achterwehr. Brandsbek, Felde, Hasselrade, Jägerslust, Klein Nordsee, Neu Nordsee, Ranzel, Resenis und Wulfsfelde gehören zum Gemeindegebiet.

## Geografie und Verkehr
Felde liegt etwa 12 km westlich von Kiel an der Bundesautobahn 210 nach Rendsburg, die seit 1989 die Bundesstraße 202 ersetzt.
An der am 15. Oktober 1904 eröffneten Bahnstrecke Kiel-Hassee–Osterrönfeld liegt der Bahnhof Felde-Brandsbek, der vom 2. Juni 1984 bis 5. November 2000 nicht mehr bedient wurde. Danach wurde er als Haltepunkt Felde in Betrieb genommen und 2014 wieder zum Kreuzungsbahnhof umgebaut. Seit 4. Januar 2015 finden in Felde durch den halbstündigen Verkehr mit Nahverkehrszügen Zugkreuzungen statt. Von Felde führte von etwa 1935 bis 1945 ein Gleisanschluss zu einem Marinetanklager am Flemhuder See.
Südlich des Ortes liegt der Felder See.
Die Gegend um den Westensee ist sehr moorig, sodass die Besiedlung erst relativ spät begann. Im Gemeindegebiet liegen das Hasenmoor und das Felder Moor sowie einige Quellsümpfe der Eider.

## Geschichte
Das Dorf Felde wird erstmals in einem Vertrag von 1547 erwähnt. Damals wechselte das Dorf von dem Gut Bossee zum Gut Klein Nordsee. Die Geschichte des Orts, der 1806 vom Gutsbesitzer verkauft wurde, ist sehr stark durch das Gut Klein Nordsee geprägt.

## Sehenswürdigkeiten
Die Kulturdenkmale der Gemeinde befinden sich in der Liste der Kulturdenkmale in Felde.
Adliges Gut Klein Nordsee

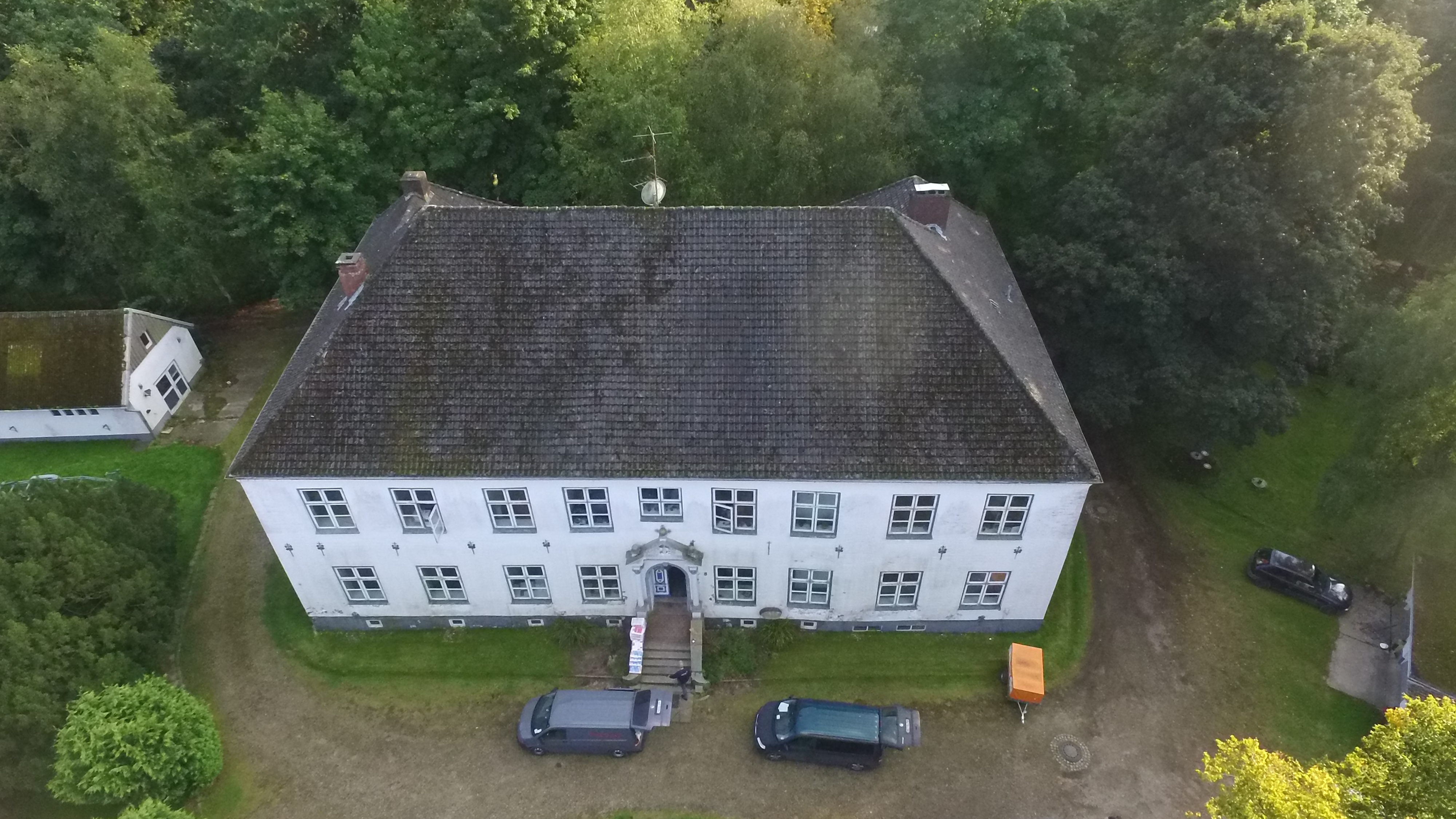
Herrenhaus Klein Nordsee

Das Gut (Klein) Nordsee wurde bereits 1300 im Kieler Stadtbuch erwähnt. Seinen Namen hat es von dem 1607 eingegangenen Dorf Nordsee am Flemhuder See. 1375 wird es Gut zum Achterwehre genannt, lag also vermutlich ursprünglich im Schutz einer mittelalterlichen Wehranlage, deren Bezeichnung sich im Namen des Nachbarorts Achterwehr erhalten hat, gegen die östlich der Eider siedelnden Wenden. Das Geschlecht der frühsten bekannten Besitzer, Swawe, starb aus, als die Brüder Heinrich und Marquard Swawe in der Schlacht bei Hemmingstedt 1500 fielen. Klein Nordsee kam in den Besitz der Familie Ahlefeldt, denen auch Güter im benachbarten Westensee gehörten. Bekanntester Besitzer im 17. Jahrhundert war der dänische Feldmarschall Claus von Ahlefeldt. Um 1700 kaufte Wulf Jasper von Brockdorff Klein Nordsee und ließ das Gutshaus ausbauen. Als einer seiner Nachfahren wurde der letzte schleswig-holsteinische Kanzler Cay Lorenz Graf von Brockdorff auf dem Gut geboren. Bis zur Übernahme durch Preußen 1867 war das Gut auch Patrimonialgericht.
Das heutige Herrenhaus entstand 1701 auf Grundlage zweier Vorgängerbauten. Von einer Wasserburg von etwa 1500 ist der Keller erhalten. Ein einstöckiger Neubau mit einem Seitenflügel Mitte des 17. Jahrhunderts lässt sich im Mauerwerk nachweisen. Dieses wurde 1701 zu einer dreiflügligen, zweistöckigen Anlage ausgebaut, deren Inneneinausstattung noch teilweise erhalten ist. Äußere Ausschmückungen der schlichten Fassade im 19. Jahrhundert wurden 1960 wieder entfernt. Das Gutshaus steht heute unter Denkmalschutz, ist aber nicht öffentlich zugänglich. Es wurde von 1949 bis 2014 von der evangelischen Stadtmission Kiel genutzt, zunächst als Kinderheim, später als Übergangsheim für obdachlose Männer.

## Politik

### Gemeindevertretung
Bei der Kommunalwahl am 14. Mai 2023 wurden insgesamt 13 Sitze vergeben. Von diesen erhielt die Offene Liste Felde sieben Sitze und die Wählergemeinschaft Felde sechs Sitze.

### Bürgermeister
Nach der Wahl vom 14. Mai 2023 wurde das Mitglied der Offenen Liste Felde Andreas Kreft Bürgermeister.

### Wappen
Blasonierung: „Erhöht geteilt von Silber und Blau. Oben ein roter Räderpflug, unten ein silbernes Dreiblatt, dessen Mittelpunkt eine silberne Knospe bildet.“

## Wirtschaft
Im Gemeindegebiet gibt es eine Vielzahl von Gewerbebetrieben. Außerdem wurde in Klein-Nordsee ein EU-finanziertes Gewerbegebiet errichtet. Am Westensee liegen ausgedehnte Wochenendhausgebiete.

## Persönlichkeiten
- Bertha Dörflein-Kahlke (1875–1964), Malerin
- Wolfdietrich Schnurre (1920–1989), Schriftsteller
- Hansjörg Süberkrüb (1919–2009), Bibliothekar